# Доминикско-мексиканские отношения
Доминикско-мексиканские отношения — двусторонние дипломатические отношения между Доминикой и Мексикой. Страны являются членами Ассоциации карибских государств, Организации американских государств и Организации Объединённых Наций.

## История
3 апреля 1979 года были установлены дипломатические отношения, которые развивались в основном на многосторонних форумах. В феврале 2010 года премьер-министр Доминики Рузвельт Скеррит посетил Канкун для участия в саммите Мексико-Карибского сообщества (КАРИКОМ). В мае 2014 года премьер-министр Доминики Рузвельт Скеррит вернулся в Мексику для участия в саммите Мексико-Карибского сообщества в Мериде. Во время визита было подписано Соглашение о сотрудничестве в области развития.
В 2014 году правительство Мексики пожертвовало Доминике 500 000 долларов США для восстановления секторов, пострадавших в результате проливных дождей в 2013 году. В августе 2015 года Доминика сильно пострадала от тропического шторма Эрика, и президент Мексики Энрике Пенья Ньето распорядился выделить 250 тысяч долларов США для ликвидации последствий. Денежные средства были переведены в апреле 2016 года.
В марте 2017 года Мексика открыла почётное консульство в Розо. В июне 2017 года министр иностранных дел Доминики Франсин Барон посетила Мексику для участия в 47-й Генеральной ассамблее Организации американских государств в Канкуне. В декабре 2018 года Мексика предложила помощь в строительстве больницы «Мариго», на которую будет выделено 5 миллионов долларов США. В 2019 году страны отметили 40-летие установления дипломатических отношений. Каждый год правительство Мексики предлагает стипендии гражданам Доминики для обучения в аспирантуре в мексиканских высших учебных заведениях.

## Торговля
В 2018 году объём товарооборота между странами составил сумму 29,4 миллиона долларов США. Экспорта Доминики в Мексику: одежда, кожа и шкуры, приспособления для резки. Экспорт Мексики в Доминику: изолированные провода и кабели для электричества; телефоны, в том числе сотовые; и органические поверхностные агенты. Мексиканская транснациональная компания «Cemex» представлена в Доминике.

## Дипломатические представительства
- Интересы Доминики в Мексике представлены через посольство в Вашингтоне (США).
- Интересы Мексики в Доминике представлены через посольство в Кастри (Сент-Люсия) и почётное консульство в Розо[9].